# Papstwahl 1181
Die  Papstwahl von 1181 folgte auf den Tod von Papst Alexander III. und mündete in der Wahl von Papst Lucius III. Es war die erste Wahl, die in Beachtung des Dekrets Licet de evitanda discordia abgehalten wurde, das das Dritte Laterankonzil 1179 verabschiedet hatte und mit dem die Zweidrittelmehrheit bei Papstwahlen etabliert wurde. Es war jedoch keine Papstwahl in Form eines Konklave, da die Kardinäle nicht für die Dauer der Wahl von den Öffentlichkeit getrennt wurden, diese Form gab es erst knapp hundert Jahre später.

## Licet de evitanda discordia
Die doppelte Papstwahl 1159, in der Alexander III. und Viktor IV. gewählt wurden, führte zu einem Schisma in der Katholischen Kirche, das fast 20 Jahre (bis 1178) anhielt. Das Schisma war das Ergebnis der Regeln die Papstwahlen betreffend, die die Einstimmigkeit unter den Wählern für die gültigen Wahlen erforderten. Im Jahr 1159 konnten die Kardinäle keinen Kompromiss erzielen und waren in zwei Parteien aufgeteilt, und jeder von ihnen wählte seinen eigenen Papst. Im August 1178 unterwarf sich Calixtus III., der Nachfolger von Viktor IV. schließlich Alexander III. Auf dem Dritten Laterankonzil im Jahr darauf wurde das Dekret Licet de evitanda discordia verkündet, mit dem die Spaltung in der Zukunft vermieden werden sollte, indem man den Papst mit einer Mehrheit von zwei Dritteln wählen, falls Einstimmigkeit nicht erreicht werden könne. Es bestätigte auch, dass die Kardinäle die alleinigen Wähler des Papstes sind. Beide Regeln sind heute noch in Kraft.
Das Dekret Licet de evitanda discordia war sehr erfolgreich, verhinderte es doch für fast 150 Jahre, dass ein Gegenpapst gewählt wurde.

## Wahl von Lucius III.
Papst Alexander III. starb am 30. August 1181 in Civita Castellana. Zwei Tage später, am 1. September, versammelten sich die Kardinäle in Rom (vermutlich in der Lateran- oder Vatikanbasilika) und wählten einstimmig das älteste Mitglied des Kardinalskollegium, Kardinal Ubaldo von Lucca, Bischof von Ostia und Kardinaldekan. Er nahm den Namen Lucius III. an. Am 6. September 1181 wurde er von Kardinal Teodino de Arrone gekrönt.

## Wahlberechtigte
1181 gehörten vermutlich 27 Kardinäle zum Kollegium. Basierend auf der Prüfung der Unterschriften unter den päpstlichen Bullen von 1181 und die verfügbaren Daten über die externen Missionen der Kardinäle ist es möglich, festzustellen, dass nicht mehr als 19 Kardinäle an der Wahl teilgenommen haben:
| Kardinal                      | Geburtsort                 | Kardinalstitel                                      | Ernannt am         | durch          | Anmerkungen                                                  |
| ----------------------------- | -------------------------- | --------------------------------------------------- | ------------------ | -------------- | ------------------------------------------------------------ |
| Ubaldo Allucingoli            | Lucca                      | Bischof von Ostia                                   | 16. Dezember 1138  | Innozenz II.   | Kardinaldekan                                                |
| Teodino de Arrone             | Arrone                     | Bischof von Porto-Santa Rufina                      | 18. Dezember 1165  | Alexander III. |                                                              |
| Paolo Scolari                 | Rom                        | Bischof von Palestrina                              | 21. September 1179 | Alexander III. | später Papst Clemens III. (1187–1191)                        |
| Alberto di Morra, Can.Reg.    | Benevent                   | Kardinalpriester von San Lorenzo in Lucina, Kanzler | 21. Dezember 1156  | Hadrian IV.    | Kardinalprotopriester; später Papst Gregor VIII. (1187)      |
| Giovanni Conti da Anagni      | Anagni                     | Kardinalpriester von San Marco                      | 1158/1159          | Hadrian IV.    | später Bischof von Palestrina (1190–1196)                    |
| Cinzio Capellus               | Rom (?)                    | Kardinalpriester von Santa Cecilia in Trastevere    | 14. März 1158      | Hadrian IV.    |                                                              |
| Pietro de Bono, Can.Reg.      | Rom                        | Kardinalpriester von Santa Susanna                  | 18. März 1166      | Alexander III. |                                                              |
| Uguccione Pierleoni           | Rom                        | Kardinalpriester von San Clemente                   | 2. März 1173       | Alexander III. | Verwandter von Anaklet II. (1130–1138)                       |
| Laborante de Panormo          | Pontormo bei Florenz       | Kardinalpriester von Santa Maria in Trastevere      | 21. September 1173 | Alexander III. |                                                              |
| Viviano                       | Orvieto (?)                | Kardinalpriester von Santo Stefano al Monte Celio   | 7. März 1175       | Alexander III. |                                                              |
| Ardoino da Piacenza, Can.Reg. | Piacenza                   | Kardinalpriester von Santa Croce in Gerusalemme     | 2. Juni 1178       | Alexander III. |                                                              |
| Matthieu d’Anjou              | Angers                     | Kardinalpriester von San Marcello                   | 22. Dezember 1178  | Alexander III. |                                                              |
| Giacinto Bobone               | Rom                        | Kardinaldiakon von Santa Maria in Cosmedin          | 22. Dezember 1144  | Lucius II.     | Kardinalprotodiakon; später Papst Coelestin III. (1191–1198) |
| Ardicio de Rivoltela          | Rivoltella bei Cremona     | Kardinaldiakon von San Teodoro al Palatino          | 21. Dezember 1156  | Hadrian IV.    |                                                              |
| Rainiero da Pavia             | Pavia                      | Kardinaldiakon von San Giorgio in Velabro           | 6. Juni 1175       | Alexander III. |                                                              |
| Matteo, Can.Reg.              | Unbekannt (vielleicht Rom) | Kardinaldiakon von Santa Maria Nuova                | 4. März 1178       | Alexander III. |                                                              |
| Graziano da Pisa              | Pisa                       | Kardinaldiakon von Santi Cosma e Damiano            | 4. März 1178       | Alexander III. | Neffe von Papst Eugen III.                                   |
| Rainier                       | Unbekannt                  | Kardinaldiakon von Sant’Adriano al Foro             | 22. September 1178 | Alexander III. |                                                              |
| Giovanni                      | Unbekannt                  | Kardinaldiakon von Sant’Angelo in Pescheria         | 22. September 1178 | Alexander III. |                                                              |

13 Kardinäle wurden von Alexander III. ernannt, vier von Hadrian IV., je einer von Innozenz II. und Lucius II.
Nicht an der Papstwahl nahmen teil:
| Kardinal                             | Geburtsort                   | Kardinaltitel                                                 | Ernannt am         | durch          | Anmerkungen                                                        |
| ------------------------------------ | ---------------------------- | ------------------------------------------------------------- | ------------------ | -------------- | ------------------------------------------------------------------ |
| Konrad von Wittelsbach               | Bayern                       | Bischof von Sabina und Erzbischof von Salzburg                | 18. Dezember       | Alexander III. | Subdekan                                                           |
| Henri de Marsiac, O.Cist.            | Château de Marcy, Frankreich | Bischof von Albano                                            | März 1179          | Alexander III. | Päpstlicher Legat in Frankreich                                    |
| Pietro da Pavia, Can.Reg.            | Pavia oder Frankreich        | Bischof von Tusculum                                          | 21. September 1173 | Alexander III. | Päpstlicher Legat in Frankreich und Deutschland; Elekt von Bourges |
| Giovanni da Napoli, Can.Reg.         | Neapel                       | Kardinalpriester von Sant’Anastasia al Palatino               | 21. September 1150 | Eugen III.     | Päpstlicher Legat in Konstantinopel                                |
| Ruggiero di San Severino, O.S.B.Cas. | San Severino                 | Kardinalpriester von Sant’Eusebio und Erzbischof von Benevent | Ca. 1178/80        | Alexander III. |                                                                    |
| Guillaume aux Blanches Mains         | Frankreich                   | Kardinalpriester von Santa Sabina und Erzbischof von Reims    | März 1179          | Alexander III. |                                                                    |
| Simeone Borelli, O.S.B.Cas.          | Kampanien                    | Kardinaldiakon von Santa Maria in Domnica                     | Ca. 1157           | Hadrian IV.    | Abt von Subiaco                                                    |
| Leonato de Manoppello, O.S.B.        | Manoppello (?)               | Kardinaldiakon                                                | 21. März 1170      | Alexander III. | Abt von San Clemente                                               |